# خنيجر
الخُنَيْجر هو خنجر أو سكين بشفرة رفيعة طويلة ورأس يشبه الإبرة، ويُستخدم في المقام الأول كسلاح طعن.